# Håg
|  | Wiktionary har en ordboksartikel om håg. |

Håg, hug eller huge med mera (fornsvenska: hogher, hugher, fornnordiska: hugr) är ett gammalt brett begrepp för sinne, förstånd, tanke och vidare, särskilt själen uppfattad såsom säte för tankar, känslor och vilja med mera. I modern tid används det, utöver poesi och filosofi, kanske främst arkaiskt i begrepp såsom ”komma ihåg” eller sidoformer såsom ”farhågor”.
Håg har en betydande roll inom nordisk mytologi och folktro, bland annat relaterad till hamnskifte. Odens två tamkorpar Hugin och Munin (”Hågen och Månen”) är respektive döpta efter de överlappande begreppen håg (sinne) och mån (vilja).

## Etymologi
Håg och hug härrör fornsvenska: hogher, hugher, i sin tur av fornnordiska: hugr med liknande betydelse. Bland nysvenska (1526–1879) stavningar finns: hog, hoger, hogh, hoog, hoogh, hug, hug, hugh, hugher, huug, håg, hågh. Det överlever även i de andra nordiska språken som danska: hug, hu, färöiska: hugur, isländska: hugur och norska: hug. Rotbegreppet är urgermanskt och återfinns även i gotiska: 𐌷𐌿𐌲𐍃, hugs, fornsaxiska: hugi, medelnederländska: hoghe, nederländska: heug, anglosaxiska: hyge, fornhögtyska: hugu, hugi, alla med snarlika betydelser, delvis även ”fröjd, glädje” med mera.
En variant är efterledet -håga som betyder sinnesförfattning (såsom i farhåga, räddhåga, ”fruktan”, förhåga, ”förtänkan, antagande”) eller hågens riktande på något (såsom åhåga, ”omtanke, fokus, noggrannhet”), härrörande fornsvenska: hogha, hugha, oblik kasus till hoghi, hughi, sidoform till hogher, hugher (motsvarande isländska: hugi). Håga samt huga finns även som verbformer till håg.

## Betydelse
Snarast filosofiskt i beskrivning, det begriper det i människan som tänker, känner och vill; om själen uppfattad såsom säte för föreställningar, tankar och minnesbilder, vilja och känslor. Det kan vara bestämda känslor, stämningar, begär, önskningar och dylikt, exempelvis i uttrycken med sorgsen håg, sorgsen i hågen (”vara ledsen, sorgsen”). Det kan även avse sådant som rör sig i någons sinne av tankar och känslor, såsom önskningar, förhoppningar, rädslor, tvivel och så vidare, särskilt sammansättningar på sidoformen håga (hågor), exempelvis farhågor (”rädslor, oroanden, fruktan, ängslan”).
Särskilt i ursprunglig betydelse avsåg det förstånd, förnuft, tänkande och tanke. Det förekommer bland annat i sammansättningen förhåg (”förtanke, förtänksamhet, antagande, hopp”), i förhåg (”på förhand, i antagande, i hopp”). Det används ibland i övergående betydelse om minne, såsom i det vanligt förekommande uttrycket komma ihåg (”minnas”) och dess varianter, men även uttryck såsom gå ur hågen (”glömmas bort, falla i glömska, utplånas ur någons minne”).
Det har även använts om personlighet och dess vidare: sinnelag, sinnesart, sinnesstämning, kynne, läggning, inre väsen, karaktär, psyke, mentalitet, natur, temperament, anda, även personlighetsdrag och egenskaper med mera. Vidare har det använts om benägenhet, lust, intresse, även tillgivenhet; likaså om självkänsla och tapperhet. Man kan säga att någon har ”glatt håg” eller ”sitter högt på hågen”.

## Nordisk mytologi
Hågen är i nordisk mytologi en tanke eller själspotens som i drömliknande tillstånd kunde lämna kroppen och övergå i en hamn. 
I berättelsen där Tor möter jätten Utgårdaloke låter de sina båda tjänare tävla mot varandra i snabbhet. Tors tjänare hette Tjalve och Utgårdalokes kallades för Huge. När starten gick stod Huge kvar, men då Tjalve skulle passera mållinjen rusade Huge plötsligt förbi, snabb som en blixt. Huge sades vara jättens tanke (hug) och ingen kan springa snabbare än tanken.

## Ting döpta efter håg
- Huge Bostäder (Huge Bostäder), Huddinge kommun
- IK Huge, Gävle
- Huge Viking, namn på SAS första flygplan av typen Boeing 747[3]